# Wilberth Herrera
Wilberth Alfonso de Jesús Herrera Pérez (Progreso, Yucatán, 22 de mayo de 1943 - Mérida, Yucatán, 27 de octubre de 2011) fue un dramaturgo, actor, libretista, director de teatro y titiritero mexicano.
En el mundo de los títeres dio vida a diversos personajes, destacando entre ellos la mestiza irreverente Lela Oxkutzcaba y el gato enamorado Chereque. Fomentó las tradiciones y costumbres yucatecas, llegando a expresar que la modernidad no tenía por qué desaparecer la cultura.  

## Estudios y actuación
Realizó sus estudios básicos hasta terminar el bachillerato en Ciencias Sociales. En 1960 comenzó su carrera como actor, fue integrante de los grupos Teatro de Repertorio, Amaranto  y de la Compañía de Teatro del Estado de Yucatán. Participó en más de una docena de obras como actor, entre ellas Nubes de Verano, Flores quiere mi primo,  Un asesino inocente, El principito, Así que pasen cinco años y Rosario de filigrana entre otras.

## Libretista y titiritero
En 1972 comenzó su actividad como libretista y titiritero. Además de haber dado vida a los títeres Lela Oxkuctzcaba y Chereque, creó a la Tía Venus, Totoyo, Soila, Idiotina, Butaque, Doña Mireya, Don Mech, el Tiburón Chato y muchos otros personajes, los cuales siempre mostraban alguna característica yucateca.  En 1976 fue fundador el grupo Titeradas.
Fue autor de más de sesenta libretos de obras de teatro, las cuales eran presentadas con sus títeres en el Teatro Pedrito, el cual era de su propiedad. Entre ellas se encuentran: El rey de los conejos, El rey que perdió la voz, El periquito enfermo, Busquen todos el tesoro, El príncipe tirano, La zorrillita encantada, El hermano ciclón, El rey enano, Titeradas, The Dwarf King, The Mexican Bonito Puppet Show, Lelanieves y los siete chaparros, La Lela durmiente del monte, La Lela de las galaxias. Episodio I: La amenaza del huay Chivo y Xich Brother Vip entre otras.

## Escritor y director de teatro
En 1977 comenzó su actividad como escritor y director de teatro, llevando a escena más de cuarenta obras teatrales, entre ellas: La estrella entristecida, Hoy cenaremos zapatos, El triunfador, Con P de parodia, La ejecución, Las cenizas del tío Fermín, Fuego nuevo, El cielo puede esperar, En el Fiesta Americana, Dos vígenes y un sofá, Dos enredos de animales y Como matar a tu tía, entre otras.
En el otoño de 2009, dentro del marco del Festival Anual de las Artes, presentó su obra Historias de un crimen, ópera-rock-jarana, la cual narra la trama del asesinato del gobernador Lucas de Gálvez en la Mérida del siglo XVIII.

## Radio y televisión
Desde 1987 participó como titiritero y libretista en la televisión escribiendo más de cuatrocientos capítulos para las series Titeradas, Títere Chévere, Una maravilla y Nuevo Titeradas, participó además en Perspectiva G.  Entre 1990 y 1992 incursionó en la Radio escrbiendo capítulos para la serie Alcanzar una vaca, en la cual participaban las voces de sus títeres. 
Murió el 27 de octubre de 2011, se le rindió un homenaje en el teatro José Peón Contreras.

## Premios y distinciones
- Diploma por la Asociación de Periodistas de Yucatán, en 1996.
- Medalla al Mérito Artístico, por el Instituto de Cultura de Yucatán en 1997.
- Placa alusiva por la Universidad Autónoma de Yucatán, en 2000.
- Medalla Yucatán, por el Congreso del Estado de Yucatán, en 2000.
- Premio Nacional de Ciencias y Artes en el área de Artes y Tradiciones Populares de 2011 (póstumo).[5]